# Dymitr (Sulima)
Dymitr, imię świeckie Daniił Sulima (ur. 1772 w Nowej Wodołasze, zm. 23 lipca?/4 sierpnia 1844 w Kiszyniowie) – biskup Rosyjskiego Kościoła Prawosławnego.

## Życiorys
Był synem duchownego prawosławnego. Ukończył kolegium w Charkowie, a następnie w 1795 seminarium duchowne w Jekaterynosławiu, w którym został następnie nauczycielem. Dwa lata później przyjął święcenia kapłańskie i został skierowany do służby duszpasterskiej w miejscowym soborze katedralnym z równoczesnym członkostwem w konsystorzu eparchii. W 1800 otrzymał godność protojereja i został przeniesiony do służby w soborze w Bohusławiu, powierzono mu dodatkowo obowiązki protopopa (dziekana) bohusławskiego. 
W 1806 został skierowany do służby w Mikołajowie, w soborze marynarki wojennej, oraz w charakterze katechety miejscowej szkoły szturmanów. Pięć lat później złożył wieczyste śluby mnisze i 16 czerwca tego samego roku został wyświęcony na biskupa pomocniczego metropolii mołdawskiej z godnością biskupa benderskiego i akermańskiego. W 1821 został ordynariuszem eparchii kiszyniowskiej.
Jako arcybiskup kiszyniowski zakończył budowę soboru katedralnego Narodzenia Pańskiego w Kiszyniowie, wyświęconego w 1836. Szczególnie interesował się również życiem monastycznym w eparchii, wprowadzając w klasztorach regułę cenobityczną i otwierając przy nich szkoły. Pracował nad przekładami tekstów liturgicznych, kanonów, akatystów, tekstów patrystycznych i podręczników na język rumuński (mołdawski), sam głosił kazania zarówno po rumuńsku, jak i po rosyjsku.  Zakończył budowę domu biskupiego pod Odessą, rozpoczętą przez swojego poprzednika arcybiskupa Gabriela; w miejscu tym powstał następnie męski monaster Zaśnięcia Matki Bożej. W latach 1823–1825 przebywał w Petersburgu, uczestnicząc w pracach Świętego Synodu. Zmarł w 1844 i został pochowany w soborze katedralnym w Kiszyniowie.